# Animals a la Bíblia
Tal com recull la Bíblia, tots els animals, com els altres éssers i coses, han estat creats per Déu. A la primera narració del Gènesi, al dia cinquè es creen els animals que poblen les aigües i l'aire, i al dia sisè, abans de l'home, els animals que poblen la terra.

## Classificació
La classificació del món animal importa menys. La mentalitat hebrea cal emmarcar-la en l'estadi cultural del seu temps. Segons això, els animals es classifiquen, per llur aparença vulgar, en tres categories:
- Terrestres: tots els animals que es mouen o s'arrosseguen pel terra
- Voladors: tots els que tenen ales, inclosos els insectes voladors
- Aquàtics: tots els que neden a l'aigua, cetacis inclosos

En reflectir l'ambient d'un poble essencialment agrícola i ramader, la Bíblia menciona amb molta freqüència (a tots els llibres, tret del de Rut) els animals. Sense espai per fer-ne un recompte, cal assenyalar que, dins d'aquests tres grans apartats, es troben més de 130 noms d'animals; alguns d'ells són diverses denominacions populars o poètiques del mateix animal, o designen les diverses fases de la seva edat o desenvolupament. Són força aquells animals, sobretot salvatges, que tenen una identificació o traducció dubtosa, degut al fet, en part, que moltes de les espècies designades a la Bíblia s'han extingit ja a l'actual Palestina.
Una altra classificació dels animals és la que fa la legislació mosaica, distingint-ne animals purs i impurs. L'arrel d'aquesta divisió és religiosa, així com la de les altres regles de puresa i impuresa que assenyala el Levític: és pur, en general, el que pot apropar a Déu, i impur el que allunya d'Ell, en particular creant incapacitat per al culte. D'aquí que els animals són purs, sobretot perquè poden ser oferts a Déu (Gen 7, 2; 8, 20). El criteri és, doncs, religiós; la impuresa i consegüent caràcter abominable d'alguns animals, aparentment inintel·ligible per a l'home, es basa probablement en què aquests animals formaven part dels sacrificis que els pagans oferien als seus déus, en particular als déus subterranis i dimonis cananeus, o en raons higièniques revestides també de caràcter religiós: en ser repugnants o dolents per a l'home, es considera que el seu contacte també desagrada a Déu.

### Animals purs i impurs
La relació d'aquests animals la dona Lev 11, 1-31, i la repeteix més breument Dt 14, 3-20. Dels tres grups assenyalats, els terrestres, per ser purs, han de ser ruminants i tenir a més la peülla forcada. Es consideren impurs el camell, el conill, la llebre i el porc, i tots aquells amb coixinets a mans i peus, tals com la majoria dels carnívors. Com es veu, les condicions són també segons l'aparença vulgar. Dins dels terrestres, els rèptils són tots impurs. Dels aquàtics són purs els que tenen aletes i escames, i no se n'especifiquen els impurs; dels voladors se'n dona una llista de les aus impures, que comprèn en general les aus rapaces i a més el ratpenat, etc; entre els menors que volen, són impurs tots els que caminen a quatre potes, tret dels que tenen les dues del darrere més llargues per saltar, concretament la llagosta en les seves diverses formes. La impuresa d'aquests animals afectava a no poder oferir-los en sacrifici (Gen 8, 20), ni menjar-ne la carn, ni tocar-ne el cadàver. També era impur, a efectes de contacte, el cadàver d'un animal pur mort naturalment (Lev 11, 39-40).
Aquesta classificació d'animals purs i impurs cal interpretar-la dins del seu context històric, tota la vida de l'israelita era com un culte ofert a Déu, per això el poble de Déu (Lev 11, 44) havia de distingir-se, fins en aquests detalls, de tota la resta de pobles.
Al Nou Testament els animals "impurs" són emprats pels israelites (jueus) per comparar l'estat espiritual dels gentils (estrangers sense llinatge de sang israelita), no obstant això, Déu aclareix que aquesta analogia creada per la ritualística jueva no havia de ser considerada per classificar els homes, car fou afegida per la interpretació de la comunitat farisea i, per tant, els gentils no havien de ser menyspreats (considerats impurs):
| «                | "13Llavors una veu li va dir: —Pere, aixeca't. Mata i menja.¹⁴Pere contestà: —De cap manera, Senyor. Mai no he menjat res de prohibit ni d'impur.15La veu es va adreçar a Pere per segona vegada: —No tinguis per impur allò que Déu ha fet pur. [...]17Mentre Pere, tot perplex, es preguntava què podia significar la visió que havia tingut, els homes per Corneli havien demanat per la casa de Simó i ja eren davant la porta. [...]28 Els digué: —Vosaltres sabeu prou bé que a un jueu no li és permès de tenir tractes amb un estranger o d'entrar a casa seva. Però Déu m'ha fet comprendre que no he de tenir cap persona per impura i que no tinc prohibits els tractes amb ningú." | » |
| — Fets 10, 13-28 | |   |

## Simbologia
Els animals tenen també a la Bíblia un ample ús literari. Cal destacar-ne els noms d'animals que designen metafòricament les tribus en les benediccions de Jacob (Gen 49) i de Moisès (Dt 33), l'àguila, al·legoria de Nabucodonosor (Ez 17), les meravelloses descripcions del Llibre de Job (38-41), les delicioses metàfores del Cantar, l'ús figurat de l'ovella i l'anyell que preparen les al·legories de l'Anyell de Déu i del Bon Pastor (Ez 34, lo 10, 1-18).
Entre els animals presos individualment es destaquen, per llur ús litúrgic, messiànic o profètic:
- El vedell, objecte de la famosa apostasia del Sinaí (Ex 32, 1-16) i que, com a símbol de Déu i a semblança de les representacions idolàtriques paganes basades en la imatge de la força, rebé culte als santuaris de Betel i Dan (1 Reg 12, 28; Os 8, 5).
- L'ovella, molt emprada en els sacrificis (Gen 15, 9; Gn 22, 13; Ex 29, 1; etc) i, en sentit figurat, símbol del cap o guia (Ex 15, 15; Ez 34; 17; Zac 10, 3) o dels imperis que s'enfronten (Dan 8, 3).
- El lleó, que com a símbol de força i poder representa Déu (per exemple el rostre de Déu als a. d'Ez 1, 10, i Apc 4, 7), Jesús (Apc 5, 5), etc.
- El cavall, àmpliament conegut com a animal de guerra i d'aquí molt emprat en les descripcions de batalles apocalíptiques (Zac 6, 1-8; Apc 6, 1-8; Apc 19, 11-21).
- L'ase, molt emprat en la vida diària i que, en haver estat desplaçat en la guerra pel cavall, serveix de símbol com a montura humil i pacífica del Messies (Zac 9, 9; Mt 21, 2).